# Lecidea ementiens
Lecidea ementiens är en lavart som beskrevs av William Nylander. 
Lecidea ementiens ingår i släktet Lecidea och familjen Lecideaceae. Arten är reproducerande i Sverige.